# Новоботово
Новоботово — деревня в Волоколамском районе Московской области России в составе сельского поселения Осташёвское. Население — 3 чел. (2010).

## География
Деревня Новоботово расположена на западе Московской области, в юго-западной части Волоколамского района, на левом берегу реки Рузы, примерно в 16 км к югу от города Волоколамска. Ближайшие населённые пункты — деревни Руза, Таршино и село Осташёво.

## Население
| 1852 | 1859 | 1926 | 2002 | 2006 | 2010 |
| ---- | ---- | ---- | ---- | ---- | ---- |
| 85   | ↘71  | ↗94  | ↘2   | ↗4   | ↘3   |

## История
В «Списке населённых мест» 1862 года Вышково (Новобатово) — владельческая деревня 2-го стана Можайского уезда Московской губернии по правую сторону Волоколамского тракта из города Можайска, в 40 верстах от уездного города, при реке Рузе, с 11 дворами и 71 жителем (40 мужчин, 31 женщина).
По данным 1890 года входила в состав Осташёвской волости Можайского уезда, число душ мужского пола составляло 39 человек.
В 1913 году — 19 дворов.
1917—1929 гг. — деревня Осташёвской волости Волоколамского уезда.
По материалам Всесоюзной переписи 1926 года — деревня Таршинского сельсовета Осташёвской волости Волоколамского уезда, проживало 94 жителя (38 мужчин, 56 женщин), насчитывалось 22 крестьянских хозяйства.
С 1929 года — населённый пункт в составе Волоколамского района Московского округа Московской области. Постановлением ЦИК и СНК от 23 июля 1930 года округа как административно-территориальные единицы были ликвидированы.
1929—1939 гг. — деревня Кармановского сельсовета Волоколамского района.
1939—1951 гг. — деревня Кармановского сельсовета Осташёвского района.
1951—1957 гг. — деревня Тереховского сельсовета Осташёвского района.
1957—1963 гг. — деревня Тереховского сельсовета Волоколамского района.
1963—1964 гг. — деревня Тереховского сельсовета Волоколамского укрупнённого сельского района.
1964—1965 гг. — деревня Осташёвского сельсовета Волоколамского укрупнённого сельского района.
1965—1994 гг. — деревня Осташёвского сельсовета Волоколамского района.
В 1994 году Московской областной думой было утверждено положение о местном самоуправлении в Московской области, сельские советы как административно-территориальные единицы были преобразованы в сельские округа.
1994—2006 гг. — деревня Осташёвского сельского округа Волоколамского района.
С 2006 года — деревня сельского поселения Осташёвское Волоколамского муниципального района Московской области.